# Laura van der Kamp
Laura van der Kamp née le 24 juillet 1992 à Hasselt, est une coureuse cycliste professionnelle néerlandaise.

## Palmarès sur route
- 2009
  -  Médaillée d'argent au championnat d'Europe de la course en ligne juniors
- 2011
  - Omloop van de IJsseldelta
- 2012
  - 2e étape du Tour de Free State
  - 2e du Dwars door de Westhoek
  - 2e de Omloop van het Ronostrand

## Palmarès sur piste

### Championnats du monde
- Montichiari 2010
  -  Médaillée de bronze de la poursuite par équipes juniors

### Championnats d'Europe
- Apeldoorn 2011
  -  Médaillée de bronze de l'omnium espoirs

### Championnats nationaux
- 2010
  - 3e du 500 mètres
- 2011
  - 2e de l'omnium
  - 3e du 500 mètres
- 2012
  - 2e de l'américaine
  - 3e de l'omnium
  - 3e de la poursuite